# فابيو غونزاليس
فابيو غونزاليس (بالإسبانية: Fabio González)‏ هو لاعب كرة قدم إسباني، ولد في 12 فبراير 1997 في إنخينيو في إسبانيا. لعب مع نادي لاس بالماس.

## وصلات خارجية
- فابيو غونزاليس على موقع قاعدة بيانات كرة القدم.إي يو (الإنجليزية)
- فابيو غونزاليس على موقع Soccerway.com (الإنجليزية)